# Gouvernement Peeters I
Pour les articles homonymes, voir Gouvernement Peeters.
Le gouvernement Kris Peeters I est un gouvernement flamand quadripartite composé de socialistes, de sociaux-chrétiens, alliés au N-VA et de libéraux. Le 22 septembre 2008, la composante N-VA quitte le gouvernement, à la suite de l'éclatement du cartel CD&V/N-VA.
Ce gouvernement fonctionne à partir du 28 juin 2007 en remplacement du gouvernement Leterme. Le gouvernement Peeters II lui succède le 13 juillet 2009.

## Composition
| Fonction | Titulaire | Titulaire                                   | Parti                        |
| --- | --------- | ------------------------------------------- | ---------------------------- |
| Ministre-Président, ministre des Réformes institutionnelles, des Ports, de l’Agriculture, de la Pêche en mer et de la Ruralité s'y ajoutent le 22.9.2008 : Affaires administratives, Politique extérieure, Médias et Tourisme |           | Kris Peeters                                | CD&V                         |
| Ministre flamande de l’Économie, de l’Entreprise, des Sciences, de l’Innovation et du Commerce extérieur |           | Fientje Moerman (remplacé le 10/10/2007)    | Open VLD                     |
| Ministre flamande de l’Économie, de l’Entreprise, des Sciences, de l’Innovation et du Commerce extérieur |           | Patricia Ceysens                            | Open VLD                     |
| Ministre flamand de l’Emploi, de l’Enseignement et de la Formation |           | Frank Vandenbroucke                         | SP.a                         |
| Ministre flamand des Finances et du Budget et de l’Aménagement du territoire |           | Dirk Van Mechelen                           | Open VLD                     |
| Ministre flamand des Affaires intérieures, de la politique urbaine, du logement et de l'intégration civique |           | Marino Keulen                               | Open VLD                     |
| Ministre flamande de la Mobilité, de l’Économie sociale et de l’Égalité des chances |           | Kathleen Van Brempt                         | SP.a                         |
| Ministre flamand de la Culture, de la Jeunesse, des Sports et des Affaires bruxelloises |           | Bert Anciaux                                | VL.Pro (Jusqu'au 12/01/2009) |
| Ministre flamand de la Culture, de la Jeunesse, des Sports et des Affaires bruxelloises | SP.a      | Bert Anciaux                                |                              |
| Ministre flamande du Bien-être, de la Santé publique et de la Famille |           | Steven Vanackere (remplacé le 30/12/2008)   | CD&V                         |
| Ministre flamande du Bien-être, de la Santé publique et de la Famille |           | Veerle Heeren                               | CD&V                         |
| Ministre flamand des Affaires administratives, de la Politique extérieure, des Médias et du Tourisme |           | Geert Bourgeois (démissionne le 22/09/2008) | N-VA                         |
| Ministre flamande des Travaux publics, de l’Énergie, de l’Environnement et de la Nature |           | Hilde Crevits                               | CD&V                         |